# Haliogeneia crosnieri
Haliogeneia crosnieri is een vlokreeftensoort uit de familie van de Pontogeneiidae. De wetenschappelijke naam van de soort is voor het eerst geldig gepubliceerd in 1998 door Lowry & Stoddart.